# 倒凶十将伝
『倒凶十将伝』（とうきょうじゅっしょうでん）は、庄司卓による日本のライトノベル。イラストは結賀さとるが担当している。ソノラマ文庫（朝日ソノラマ）より1995年3月から2006年2月まで刊行された。メディアミックスとしてドラマCDとOVAが発売されている。

## あらすじ
人間界・魔界・仙界に分かれた世界が舞台。400年前、人間界と魔界を支配しようとしていた魔界の王・「現世魔王」が現代に復活しようとしている世界。人間界は現世魔王の手下・「凶魔」に脅かされていた。そんな中、凶魔と戦う者たちがいた。「倒魔士」と呼ばれる彼らは、かつて現世魔王を封印した「十幽将」の生まれ変わりであった。

## 登場人物
瀬具十斗（せぐ じゅっと）
声 - 緑川光
本作の主人公。
現世に転生した「十幽将」の一人で、十将・光の幽将。前世の記憶を引き継いでいない。長く伸ばした黒髪を後ろでしばっている為、少女然とした顔立ちの少年である。
幼き頃母（声：百々麻子）が凶魔に殺された過去を持ち、母の仇である凶魔を探し続けている。
一匹狼気質で、一人で凶魔と戦うことにこだわって他人を寄せ付けようとしないが、それは彼なりの優しさでもある。
捻くれ者だが根はまっすぐで、正義感も強い。凶魔に襲われる人々をなんだかんだと理屈をつけて助ける。
前世は十将にして光の幽将・瀬具十兵衛。最強の倒魔術・鳴輝閃術の使い手で数々の凶魔を屠り、現世魔王と対峙した。
一方、現世ではまだ歳相応に未熟で、鳴輝閃術の初歩である五〇法までしか習得しておらず、思いがけず凶魔に苦戦することも多い。
現世魔王との決戦の後、20年間、刻氷に閉じ込められたここのを守りながら、凶魔の残党と戦っていた。
貴布ここの（きふ ここの）
声 - 今井由香
本作のヒロインの一人。
現世に転生した「十幽将」の一人で、九将・獣の幽将。前世の記憶を引き継いでいない。
長く艶やかな黒髪を持つ浮世離れした少女。「十幽将」と共に現世魔王と戦う組織「幽殿」によって幼少時より囲われて過ごした為に、世間知らずで古風なまま育った。語尾に「なのじゃ」、自分を「儂」と称するなど現世についての知識に疎い。
現世に再び「十幽将」が集う機会を察した「幽殿」によって風印学園高校への転入を許されることとなる。
前世は九将にして獣の幽将・ここ姫。召喚術を駆使する巫女でもあり、使い魔と強力な四聖獣を操って凶魔と戦う。十斗の前世である十兵衛とは恋人同士だった。
お供であるハツカネズミの追儺を拠り代にして四聖獣を召喚できるが、時間帯によって呼べる獣に制限がある。
東京都内、しとしとと降りしきる雨の中で十斗と運命の邂逅をすることとなる。
戦いが激化していく中、ここのの召喚術を利用した仙界侵攻のために現世魔王に捕らわれてしまい、人の心を破壊して意のままに操る薬「滅魂散」を飲まされ、現世魔王の傀儡とされてしまう（だが連紙が薬の量を減らして飲ませたことで、ここのの意識は生きていた）。やがて自らの意識を取り戻したここのは仙界に赴き、神仙を説得し、仙界の協力を得て、現世魔王との決戦において切り札となる聖獣・麒麟を召喚し、戦いで大きな役割を果たす。
戦いが終わった後、自らの時間と引き換えに聖獣・麒麟を召喚したここのは、その代償として少女の姿のまま刻氷の中に閉じ込められてしまう。それから20年間、氷の中に閉じ込められ続けていたが、やがて氷が解け復活することがラストシーンで書かれていた。
追儺（ついな）
声 - 高野直子
ここののお目付け役のハツカネズミで、人間の言葉を話すことができる。
世間知らずで、自由奔放なここのに振り回されながらも時に諫めて宥めることのできる相棒なのだが、あまり効果はない。
戦闘時はここのの呼び掛けに応じて四聖獣をその身に宿して戦う。
戦いが終わった後も、何度も転生を繰り返しながら変わらず存在していて、葉霧と行動を共にしていた。
空見高双葉（あみたか ふたば）
声 - 堀江由衣
本作のヒロインの一人。
現世に転生した「十幽将」の一人で、二将・符の幽将。前世の記憶を引き継いでいない。
栗色のショートヘアで細身な少女。引っ込み思案で奥手で常識派。
「十幽将」の生まれ変わりである事は幼少より知らされ、また呪符を使った倒魔術・空見高流符術を家系から引き継いでいる。
風印学園高校に入学以来、姿を現さず不登校の十斗を気にかけているが、一方で賑やかな風祭壬吾に猛烈なアタックをされている。
前世は二将にして符の幽将・双姫。ここのの前世であるここ姫を姉のように慕い、すべての生き物が安楽に暮らせることを願う心優しい姫だった。防御・回復など支援向きの能力でありながら果敢に現世魔王率いる凶魔軍に立ち向かい、少女としてもっとも凄惨な死を迎えてしまう。
空見高流符術は、その特性から身体に多大な負荷を与え、符によって作成した結界が破られるなどすると双葉自身にも大きなダメージとなる。
凶魔との戦いが加速していく中で徐々に蘇ってくる前世の記憶に苦悩し、やがて白金から前世・双姫の非業の死を教えられた双葉は思い悩んだ末にある行動に出る。
戦いが終わった後は壬吾と結婚して若葉という娘をもうけて、主婦業のかたわら、風見双（かざみそう）という名で作家デビューし、自分たちの戦いを描いた小説を世に出して大ヒットした。
風祭壬吾（かざまつり じんご）
声 - 置鮎龍太郎
現世に転生した「十幽将」の一人で、五将・風の幽将。前世の記憶を引き継いでいない。
おっ立てた金髪がトレードマークの長身でひょうきんなお調子者の少年。「風のジャンゴ」を自称し、関西弁で喋る。
「十幽将」の生まれ変わりであることを誇りに思い、風を自在に操って戦う倒魔術・風操術をつかう。
風印学園高校で出会った同じ「十幽将」の双葉に一目惚れをして以来、猛烈なアピールをするようになる。
凶魔と戦う部活動「風印倶楽部」を結成した本人。
十斗と戦い、打ち解けてからは「十やん」と呼び、相棒のポジションを担う事が多いが、双葉が十斗を気にかけていることが落ち着かない。
前世は五将にして風の幽将・ジョアン・ラファーガ。名のとおり日本人ではなくスペインの海賊貴族で、壬吾とは似ても似つかない緩やかな巻き毛の美青年。性格もまた大きく異なり紳士である。超強力な風操術士であり、双葉の前世で二将・双姫とは恋人同士だったが、自身が早期に戦死してしまった為に双姫を女性として最も残酷な結末から救う事ができなかった。
十斗同様にまだまだ倒魔士としての実力は未熟だが、激化していく戦いの中で徐々に取り戻していく力と記憶が完全な物となった時、彼は双葉にとっての真の騎士となる。
現世魔王との決戦が終わった後、双葉と結婚して、若葉という娘をもうけた。高校教師として働いていて、反抗期でお転婆な若葉に手を焼いている。
乱波葉霧（らんば はぎり）
声 - 三石琴乃
現世に転生した「十幽将」の一人で、八将・爆の幽将。前世の記憶を引き継いでいない。
長い黒髪をポニーテールで一本に束ね、ロングスカートにセーラー服のスケ番風の少女。からっとした性格でバイク運転もお手の物。
「十幽将」の生まれ変わりとして渡目沖村で祖母と共に暮らしていたが、ひょんなことから十斗と出会い、行動を共にするようになる。
爆とは爆炎、爆薬の幽将であり、それらに関連するものならば自身の能力で干渉・操作することができる。
渡目沖村での事件後、運命を感じ取った祖母により風印学園高校へ転入する事となる。
前世は八将にして爆の幽将・八桐。忍装束に身を包み、十兵衛に密かな想いを寄せる。前世の戦い終盤で十兵衛をここ姫の下へ送る為に殿を務めて現世魔王へ単身立ち向かう。
十斗に想いを寄せるが、性格上素直になれないことが多く、ここのと十斗の間にある特別な空気にヤキモキすることが多い。
登場序盤では火薬を操る程度の僅かな能力であったが、物語後半では前世の力をほぼ取り戻しつつあり、核レベルの爆弾をも自在に操ってみせた。
戦いが終わった後は、追儺と共に紛争地域で活動していた。
塙禄門（はなわ ろくもん）
声 - 大塚芳忠
現世に転生した「十幽将」の一人で、六将・花の幽将。前世の記憶を引き継いでいない。
フリーライターを務める、見た目はうだつのあがらない冴えないおっさん。「十幽将」の生まれ変わりであることを知らない。
倒魔術も習得しておらず、その好奇心から十斗たちに深入りし、たびたび向かえる危険な目に遭う。
現世・最強の倒魔士である加賀味鏡視郎とは旧知の仲で、愛想のない彼に踏み込んでいける数少ない悪友。
前世である六将・花の幽将については不明な点が多く、名前はおろか性別さえ明かされていない。
草木や花といった植物を操る倒魔術であったらしく、禄門も窮地の際には無意識にそれらを駆使して危機を脱したりしている。
「花の幽将」と聞いた誰もが美少女を想像するらしく、数多くの関係者を落胆させた。
作中、魔王討伐において幽将の力を自分たちが管理すべきと主張する団体に拉致をされ、自我を奪われ強制的にその力を解放させられた。
その後、物語後半で救出されて以降は力を使った描写はないが、幽将の一人として、魔王との決戦に加わる事になる。
なおOVAでは力には覚醒しており、植物を自らの意思で操っている。
戦いが終わった後、出版社を立ち上げる（会社の運営資金の大半は双葉の小説の莫大な収入でまかなわれている）。
奈々緒・ファリーナ（ななお・ファリーナ）
声 - 木村亜希子
現世に転生した「十幽将」の一人で、七将・刃の幽将。前世の記憶を引き継いでいない。
イタリア出身のボーイッシュな少女で、髪の一部に目に見えないほどの細かく頑丈な「刃髪（きょうじん）」と呼ばれる特殊な毛を持つ。これらを駆使して、凶魔にとり憑かれた人間を、人間ごと殺してしまう為に関係者からは「殺魔士（さつまし）」と呼ばれ恐れられている。
奈々緒の父親は悪魔祓いを生業とする倒魔士だったが、ときとして凶魔を祓わず見逃すなど、異端の存在に理解を示す心優しい人物だった。しかし、その優しさに付け込んだ狡猾な凶魔が奈々緒に取り付き、奈々緒は自分の意識がある状態で体を操られ、自分の手で友達や父を手にかけてしまった。それ以降、心を閉ざし、とりつかれた人間ごと凶魔を倒す「殺魔士」となった。これは自分のように意識のある状態で大事な者たちを殺める苦痛を味わうならば、いっそのこと凶魔ごとと殺してやった方がいいという考えからである。
前述の理由から、人と馴れ合うことを極度に嫌い、同年代である十斗たちの誰一人にも心を開かなかった。
渡目沖村の事件の最中で、「十幽将」を支援する星剣衆の一人・貪狼と出会う事で、少しずつ心を溶かしていく事になる。
前世である七将・刃の幽将については不明。
「十幽将」としての自覚は一切なかったが、物語終盤ではそれらを受け止めて十斗たちに協力、人を殺さず戦う術を身につけていく。
加賀味鏡視郎（かがみ きょうしろう）
声 - 小杉十郎太
現世に転生した「十幽将」の一人で、四将・鏡の幽将。前世の記憶を完全に引き継いでいる数少ない幽将。
切れ長の目に長身、常に黒衣を纏った伊達男。鏡を用いた倒魔術を使う、現世において最強の倒魔士の一人。
彼に狙われた凶魔はその鏡と共に砕け散り、名を聞いただけで震え上がるほど。劇中においても苦戦する描写はほとんどない。
十斗がまだ幼い頃から知り合いで、その父親である瀬具源斗とも親交が深い。
もしも彼が間に合っていたなら母は死ぬ事がなかったと十斗には毛嫌いされている。幽将「オトナ組」と区分けされてしまっている。
ここのの叔母である貴布たまきとは恋人同士である。
前世である四将・鏡の幽将については不明だが、前世においても他の幽将たちの信頼からその実力の高さを伺わせた。
また、魔王との戦を生き延びた数少ない幽将の一人でもあった。
白金一（しろがね はじめ）
声 - 堀内賢雄
現世に転生した「十幽将」の一人で、一将・武の幽将。前世の記憶を完全に引き継いでいる。
短く刈り上げた頭髪が似合う、対凶魔部隊所属の自衛隊二尉。
半人半妖の留置衆出身の恋人・沈女（しずめ）がいて、それゆえ凶魔とも共存が可能と考え、その実現を目指す。
その為、魔王や凶魔との全面対決を行っている十斗達とは意見が合わず、特に鏡視郎とは度々意見が衝突する。
物語後半では、魔王についてだけは自身の夢の為にも倒さねばならない存在と認識を改め、十斗達に協力する。
「戦舞台」という戦場全体を視覚できる力で、味方毎に適切な指示をそれぞれに送る事が出来る能力を持つ。
前世である一将は「壱」という名の僧であったようで、十将、四将とともに魔王との戦を生き延びた。
鳴滝水泡（なるたき みなわ）
声 - 家中宏
現世に転生した「十幽将」の一人で、三将・音の幽将。前世の記憶を完全に引き継いでいる。
前世において守るべき人間たちの保身による裏切りによって、恋人もろとも惨殺されており、その記憶を引き継いでるがゆえに人間に守る価値を見出せず、山奥に籠り世間とあまり関わらず生きている。
この世界に目で見る価値のあるものなど存在しないという思いにより、今は常に目を閉じている。
凶魔達との戦いにも一切加わらず、鏡視郎からの再三の参戦要請にも無関心を貫いていたが、物語後半の状況が悪化していく中で、彼なりに思うところがあり、その目を再び開いて十斗達の闘いへ協力する事になる。
笛の音に力を乗せ衝撃を発生させることができ、単騎でも魔王を足止めするぐらいはできるほどの力を持つ。
破軍（はぐん）
声 - 檜山修之
渡目仲村の留置衆のメンバーだった男。孤高で破壊的な性格の男。
黒破という身に纏う黒い炎を自在に操る力を持つ。
一時は魔王側に身を置き、十斗達と敵対を続けるが、その「自らの強さの証」への渇望から、魔王を自身が打倒する事に目的を変え、以降は十斗達とは別の意味で魔王打倒を目指すようになる。
実は前世において、十一番目の幽将、零将・影の幽将として、十将とともに魔王打倒の切り札となる力を与えられるはずであった男の生まれ変わり。
物語終盤においては、本人の思惑とは裏腹に十斗達と共闘する事になり、今生において今度こそ魔王との決戦の切り札となった。
現世魔王に体を乗っ取られるが、御前様に命を与えられ生き延びた。戦いが終わった20年後には、双葉と壬吾の間に産まれた娘・若葉の倒魔術の師匠となっている様子が彼の口から語られていた。
なおOVAでは設定が大幅に異なる。
御前様（ごぜんさま）
幽将たちを束ねる人物で、はるか昔に仙界から遣わされた。少年の姿をしているが、長い時を生きていて、幽将たちと現世魔王の戦いをずっと見守ってきた。十斗の言動に理解を示し、その考えに賛同するなど、懐が深く包容力のある性格。現世魔王を倒すことで体を乗っ取られている吉良出雲が死ぬことをよしとせず、仙界の介入で出雲の命を救えるようになったときは自ら率先して行動するなど、情の深い優しい人物である。上級凶魔である森羅眼をあっさり倒して消滅させるほどの力の持ち主。普段は幽殿の中でしか行動できないが、現世魔王との戦いが激化していく中、仙界の介入により外に出られるようになり、自らも戦いを終わらせるべく行動を開始。連紙を森羅眼から救い、協力を要請する。戦いが終わった後、破軍に自らの命を与え、十斗たちに宿命から解放されたことを告げ、できれば十斗たちともう少し語らいたかったと話して、別れを惜しみつつ、仙界へと帰還した。
貧狼（とんろう）
声 - 中村大樹（ドラマCD）
破軍の兄で、渡目仲村の留置衆のメンバー。
裏切り者の破軍を追い、人間の社会に出た際にふとした事から、奈々緒と出会い、彼女と行動を共にする事になる。
口数は少ないが、真面目で、責任感の強い性格。
貴布たまき（きふ たまき）
声 - 広木由架
風印学園高校の養護教諭の倒魔士でここのの叔母。十幽将の前世も知っていて、大人の立場で十斗たちを見守っている。冷静沈着な性格だが、白金が双葉の前世・双姫の最期を双葉に教えたことを知ったときは、激昂して白金に平手打ちを食らわすなど感情的な一面も見せた。
吉良出雲（きら いずも）
風印学園高校の生徒会長の少年。十斗に目を付けている。アニメでは『封魔五行伝承』に登場してるが台詞なし。
正体は現世魔王の生まれ変わりであると同時に明智光秀の生まれ変わりでもある。現世魔王に体を乗っ取られるが、連紙によって、意識はかろうじて生きている。長い間、現世魔王に体を支配されていたが、現世魔王が破軍の体に乗り移るべく出雲の体を捨てたために、命をとりとめた。
戦いが終わった後、あえて整形はせず別名を名乗って社会に復帰。20年後には企業の社長になり、秘書となった連紙と共に活躍している。
連紙（つらぎ）
声 - 沢海陽子
風印学園高校の生徒副会長の少年。生徒会長が十斗に目を付けおり、そのため自身も気にしている。
正体は凶魔・森羅眼の分身で影。彼女の命令で出雲に付き従っていたが、やがて現世魔王ではなく、吉良出雲自身を敬愛するようになり、彼を救うために尽力する。森羅眼にそのことがばれて殺されそうになるが、御前様に命を分け与えられることで救われる。仙界の介入により、現世魔王を倒しても出雲を助けられることを知り、御前様に協力する。
戦いが終わった後、別人を名乗って社会復帰した出雲の秘書として彼に付き従っている。
現世魔王（げんせいまおう）
凶魔達の王にして、人間たちにとっては絶対悪とも言うべき強力な力を持った存在。
前世においては、第六天魔王・織田信長として人間界を恐怖に陥れようとしたが、十幽将の活躍や、明智光秀らの協力者の力もあり、封印された。
森羅眼（しんらがん）
声 - 沢海陽子
女性の凶魔。前世魔王から仕えていたらしく、魔王という存在を深く愛し、その復活に全力を注ぐ。現世魔王の命令で「滅魂散」という薬を調合し、それを出雲やここのに飲ませて、現世魔王の意のままに操ろうとする（だが連紙が薬の分量を減らして与えたために、二人とも意識は死ぬことはなかった）。自分の分身で影でもある連紙の裏切りに気づき彼を殺そうとするが、その場に現れた御前様に阻まれ、あっけなく倒されて消滅した。
穿（うがち）
個体に名を有する上級凶魔。十年前、人の世に出たときに十斗の母を殺した。十斗によって倒されたと見せかけて生き延びていたが、破軍に乗っ取られて彼に使役される使い魔にされてしまった。
沈女（しずめ）
留置衆のメンバー。白金一の恋人。賢くしとやかでまさに大和撫子な女性。水を操る能力をもち、その力を使って、崩落する地下室から葉霧を連れて脱出した。
柴田（しばた）
奈々緒の屋敷にいる執事。物腰丁寧な初老の男性。奈々緒の悲しい過去を知っていて、彼女に仕えながら、ずっと見守ってきた。貧狼の人柄を見抜き、奈々緒の父親のことを話して聞かせ、奈々緒のことを頼んだ。
風祭若葉（かざまつり わかば）
20年後に登場した壬吾と双葉の娘。外見は可愛らしい少女だが、性格と口調は壬吾似。反抗期で壬吾に何かと口答えしている。
浜田美香（はまだ みか）
声 - 本田貴子（ドラマCD）
『魔王の心臓』にて登場。声なしだが『封魔五行伝承』にも登場している。
木宮楓（きのみや かえで）
声 - 中村明香
『封魔五行伝承』にて登場。
火燕剛介（ひえん ごうすけ）
声 - 西前忠久
『封魔五行伝承』にて登場。破軍の知り合いで、渡目仲村から逃げた破軍を一時期かくまっていた。憑物に殺される。
憑物（つくも）
声 - 湯屋敦子
『封魔五行伝承』にて登場。物に憑りつく凶魔で、幼笙の造った美女人形に憑依する。
木宮幼笙（きのみや げんしょう）
声 - 伊井篤史
『封魔五行伝承』にて登場。人形の造形師で、楓の祖父。憑物に殺される。

## 用語
幽将（ゆうしょう）
かつて現世魔王から人間界を守るために戦った10人の戦士、及び現代のその生まれ変わり。

## 既刊一覧

### 小説
- 庄司卓（著）・結賀さとる（イラスト） 『倒凶十将伝』 朝日ソノラマ〈ソノラマ文庫〉、全13巻
  1. 1995年3月31日第1刷発行、ISBN 4-257-76718-9
  2. 1995年8月31日第1刷発行、ISBN 4-257-76741-3
  3. 1995年12月30日第1刷発行、ISBN 4-257-76765-0
  4. 1996年5月31日第1刷発行、ISBN 4-257-76779-0
  5. 1996年9月30日第1刷発行、ISBN 4-257-76787-1
  6. 1997年5月31日第1刷発行、ISBN 4-257-76805-3
  7. 1997年8月31日第1刷発行、ISBN 4-257-76815-0
  8. 1997年12月30日第1刷発行、ISBN 4-257-76828-2
  9. 1998年6月30日第1刷発行、ISBN 4-257-76839-8
  10. 1998年10月31日第1刷発行、ISBN 4-257-76852-5
  11. 1999年7月20日第1刷発行、ISBN 4-257-76873-8
  12. 1999年12月31日第1刷発行、ISBN 4-257-76890-8
  13. 2006年2月28日第1刷発行、ISBN 4-257-76899-1
- 庄司卓（著）・結賀さとる（イラスト） 『真紀・倒凶十将伝』 朝日新聞出版〈朝日ノベルズ〉、2010年2月19日発売[4]、ISBN 978-4-02-273919-3

### 漫画

#### スクウェア・エニックス
- 庄司卓（原作）・結賀さとる（作画） 『倒凶十将伝』 スクウェア・エニックス〈ガンガンファンタジーコミックス〉、2000年8月26日発売、ISBN 4-7575-0293-1

#### 朝日新聞出版
- 庄司卓（原作）・結賀さとる（作画） 『倒凶十将伝』 朝日新聞出版〈ソノラマコミック文庫〉、2007年11月26日発売[5]、ISBN 978-4-02-267024-3

## OVA
1999年に第1期である『倒凶十将伝』が、2001年に第2期である『倒凶十将伝 封魔五行伝承』が発売され、それぞれスタッフが異なる。
第2期はドラマCD『倒凶十将伝 魔王の心臓（前編・後編）』とストーリーが繋がっており、それを聴かないと細かい部分が分からないようになっている。また第2期はそのドラマCDのストーリーをダイジェストにして映像化したものが冒頭で流れ双葉のナレーションで軽く説明が入りストーリに入ってく内容になっている。

### あらすじ
倒凶十将伝
人間界、魔界、仙界の3つにわかれた世界。魔界の支配者である現世魔王は人間界を征服しようとして、人間界の戦士・十幽将によって封印され、400年後に復活すると言い残した。
それから400年後、仙界人によって十幽将たちは人間界に転生を果たすことができたものの、前世の記憶がないため、戦力としては問題があった。
同じころ、現世魔王の手下である凶魔たちは現世魔王の復活のために暗躍していた。
倒凶十将伝 封魔五行伝承
魔界に住まう“憑物”は、現世に魔界との出入り口を作ろうとして、魔界を封印する守人たちを襲う。守人の一人・木宮幻笙は娘の楓に封印を託し、自らは楓に迫りくる“憑物”に立ち向かって命を落とした。楓は十幽将の一人である双葉と出会い、魔物との戦いに身を投じる。

### 主題歌
オープニングテーマ
第1期「もうちょっと強く」
歌：PooL / 作詞：聡子 / 作曲：治 / 編曲：島田昌典&PooL
第2期「キミが教えてくれたこと」
歌：水野愛日 / 作詞：飯塚麻純 / 作曲・編曲：大久保薫
エンディングテーマ
第1期「デラサーフSOS」
歌：デラセンチメンタル / 作詞・作曲・編曲：ザ・奴羅利
第2期「オレンジ」
歌・作詞・作曲：石島さやか / 編曲：新刀康充

### スタッフ
倒凶十将伝
- 原作 - 庄司卓  [3]
- キャラクター原案 - 結賀さとる[3]
- 脚本 - 大石哲也[3]
- 監督 - 高梨光[3]
- 演出 - 伊達勇登[3]
- 製作 - 多賀英典[3]、仁平幸男[3]
- 企画 - 松島武士[3]
- プロデューサー - 浅賀孝郎[3]、大西智之[3]、石角隆行[3]、多賀徹[3]
- キャラクターデザイン - 山本佐和子[3]
- 作画監督 - 山本佐和子[1・3]、大貫健一[2]
- 美術監督 - 小山俊久[3]
- 色指定 - 秋山久美[3]
- 編集 - 西山茂[3]
- 音響監督 - 高桑一[3]
- アニメーション制作 - ゼクシズ[3]
- 製作 - キティフィルム[3]、ケイエスエス[3]、六角堂[3]

倒凶十将伝 封魔五行伝承
- 原作 - 庄司卓[6]
- キャラクター原案 - 結賀さとる[6]
- 監督 - 石黒昇[6]
- 演出 - 石黒昇[6]
- 絵コンテ - 石黒昇[6]
- キャラクターデザイン - 今泉賢一[6]
- 作画監督 - 今泉賢一[1・2]、永井舞[3]
- 美術監督 - 宮前光春[6]
- 音響監督 - 塩屋翼[6]
- 音楽 - 元倉宏史[6]
- 制作協力 - アートランド[6]
- 制作 - ティー・ピー・オー[6]
- 製作 - キティフィルム[6]、ジェネオンエンタテインメント[6]、Media Shogun

### シリーズ
倒凶十将伝
- 倒凶十将伝 巻の壱 -過去の巻- 1999年7月23日発売[7] DVD:BBBA-1121
- 倒凶十将伝 巻の弐 -封印の巻- 1999年10月22日発売[8] DVD:BBBA-1122
- 倒凶十将伝 巻の参 -理想の巻- 2000年1月21日発売[9] DVD:BBBA-1123

倒凶十将伝 封魔五行伝承
- 倒凶十将伝 封魔五行伝承 巻の壱 2001年8月24日発売 DVD:PIBA-1186
- 倒凶十将伝 封魔五行伝承 巻の弐 2001年10月25日発売 DVD:PIBA-1187
- 倒凶十将伝 封魔五行伝承 巻の参 2002年1月25日発売 DVD:PIBA-1188

## 関連CD

### 倒凶十将伝 外伝
本作を基にしたドラマCDで、1999年6月23日に発売された。

### ドラマCD『魔王の心臓』
本作を基にしたドラマCDで、前編は2000年9月22日に発売され、同年10月25日に後編が発売された。

#### 主題歌
オープニングテーマ
前編「Precious!!」
作詞：きゃら/作曲：ちょなり
後編「青(～BLUE)の事情」
作詞：吉川麻衣子　作曲：吉川麻衣子
エンディングテーマ
前編・後編「苛立ち」
作詞・作曲：石川ハルミツ

### OVA倒凶十将伝第二期シリーズ記念CD 『アニラジ十将伝』
十斗、双葉、ここのがラジオを形式でメインパーソナリティを務め、アニメやドラマCDの内容について触れていく内容のCD。破軍や楓、原作者の庄司卓も登場している。2001年7月10日に発売された。